# هورزو
شهر هورزو (به رومانیایی: Horezu) در شهرستان ولچه در کشور رومانی واقع شده‌است. جمعیت این شهر ۷٬۴۴۶ نفر  است.